# Potočar
Potočar je priimek več znanih Slovencev:
- Adolf Potočar (*1932), veslač
- Irena Potočar Papež, slovenistka, publicistka
- Jernej Potočar, pravnik, sodnik
- Luka Potočar (*2001), športni plezalec
- Stane Potočar - Lazar (1919—1997), partizan, generalpolkovnik in načenik generalštaba JLA, narodni heroj